# Barsanufio de Gaza
Barsanufio (Barsanuphius, Βαρσανούφιος) (Egipto, s. V - Thawatha, actual Oumm el-Toût, cerca de Gaza, ca. 540) fue un monje de Gaza, autor de obras ascéticas y teológicas. Es venerado como santo por diversas confesiones cristianas.

## Biografía
Barsanufio fue un eremita nacido en Egipto, que vivió durante cincuenta años en absoluta reclusión y soledad, como hesicasta, en una ermita y después, en otro cerca del monasterio de San Seridón, en el desierto de Gaza (Palestina). Escribió muchas cartas, 800 de las cuales se conservan.  Muchas de ellas se dirigen a Juan el Profeta, abad del monasterio de Merosala y maestro de Doroteo de Gaza.
Ya mayor, convenció al emperador para que renovara el apoyo dado a la Iglesia de Jerusalén.

## Veneración

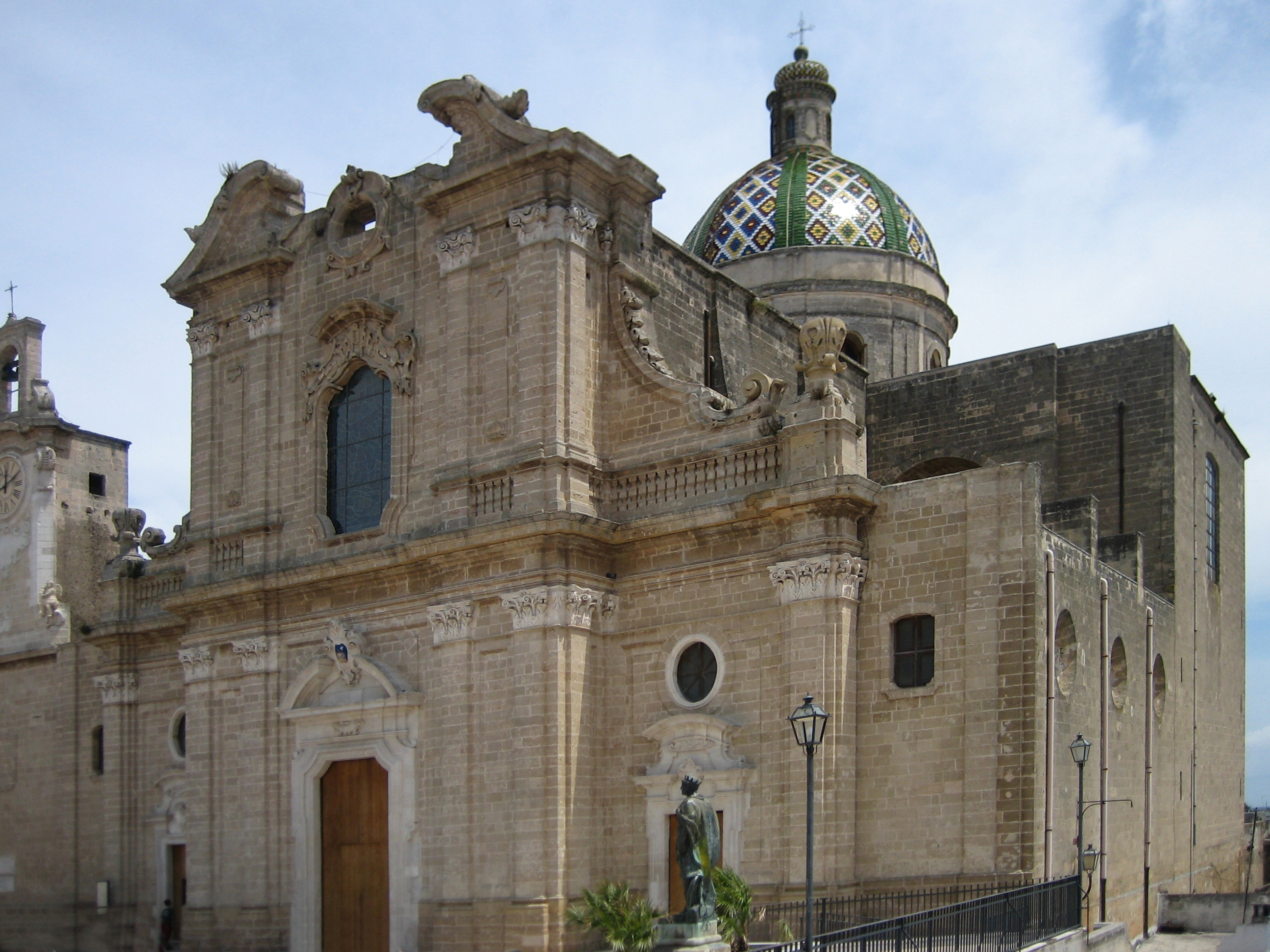
Catedral de la Asunción, de la diócesis de Oria, donde reposan los restos del santo

Es venerado por la Iglesia católica, con festividad en el Martirologio romano el 11 de abril. Patrón de Oria (Brindisi, Italia), se celebra la fiesta el 20 de febrero y el 30 de agosto. La Iglesia ortodoxa lo venera el 6 de febrero del calendario juliano.
Sus reliquias llegaron a Oria (Apulia, Italia) en 850, llevadas por un monje. Fueron depositadas en la actual iglesia de San Francesco da Paola de esta ciudad. Durante una invasión musulmana, se perdieron, pero fueron reencontradas tiempo después y llevadas a la basílica de San Barsanofio. En Oria se le venera como patrón y protector de la ciudad contra las invasiones.